# Alfred Saltzgeber
Alfred Saltzgeber (* 9. April 1872 in Straßburg; † 25. Dezember 1936 in Berlin) war ein deutscher katholischer Theologe. Saltzgeber war von 1919 bis 1927 Stadtverordneter in Berlin und für die Zentrumspartei von 1927 bis 1930 Mitglied im Preußischen Staatsrat.

## Leben
Saltzgeber besuchte die Gymnasien in Trier, Berlin und Hannover. Von 1891 bis 1893 studierte er Rechtswissenschaften an der Universität Breslau. Ab 1893 bis 1900 absolvierte er ein Theologie- und Philosophiestudium in Rom und promovierte zum Doktor der Theologie und Doktor der Philosophie. In Rom besuchte er das Pontificium Collegium Germanicum et Hungaricum de Urbe und erhielt dort am 28. Oktober 1899 die Priesterweihe.
Ende August 1900 wurde Saltzgeber Kaplan in Ziegenhals im schlesischen Landkreis Neisse. Am 1. September 1902 erhielt er seine Ernennung zum Direktor des Katholischen Caritasverbandes für Berlin und Vororte und gehörte bis 1934 zum Vorstand des Berliner Caritasverbandes. Ab 1906 war er ehrenamtlicher, seit dem 1. Juni 1911 hauptamtlicher, Gefangenenseelsorger in Berlin-Moabit, ein Amt, das er bis 1934 ausübte. Während des Ersten Weltkrieges arbeitete er beim Deutschen Roten Kreuz und als Rechnungsführer und Seelsorger des Lazarettzuges der Westfälischen Malteserritter.
Ab 1919 bis 1927 war Stadtverordneter von Berlin. Als solcher wurde er im Februar 1926 bis zum 25. Januar 1927 zum stellvertretenden Preußischen Staatsrat gewählt, dem er seit dem 25. Januar 1927 bis zum Januar 1930 als Mitglied für die Zentrumspartei angehörte. Von 1927 bis 1930 war er außerdem Vertreter des Staatsrates im Reichsschuldenausschuss. Alfred Saltzgeber starb am 15. Dezember 1936, im Alter von 64 Jahren, in Berlin. Für seine Verdienste erhielt er am 9. Dezember 1931 den Titel eines Geistlichen Rates.

## Veröffentlichungen (Auswahl)
- Die katholischen Wohltätigkeits-Anstalten und -Vereine sowie das katholisch-soziale Vereinswesen in der Diözese Breslau preussischen Anteils, einschliesslich des Delegaturbezirks. (als Herausgeber), Freiburg 1904.
- Eintritts-Bedingungen für die religiösen Männer-Orden und Genossenschaften Deutschlands, Österreichs und der Schweiz. Essen 1906.
- Was man während der Kriegszeit von den wichtigsten gesetzlichen Bestimmungen und behördlichen Verordnungen wissen muß! Berlin 1915.
- Was man von der Kriege- und Friedensversorgung für die Mannschaften des Heeres und der Marine sowie für deren hinterbliebene wissen muss! Berlin 1915.
- Kleiner Führer für den Vormund insbesond. unehelicher Kinder. Berlin 1918.
- Eintritts-Bedingungen für die religiösen Frauen-Orden und Genossenschaften Deutschlands, Österreichs und der Schweiz. Essen 1919.